# گمینا نگگوسواویتسه
گمینا نگگوسواویتسه (به لهستانی:  Gmina Niegosławice) یک گمینا در لهستان است که در شهرستان ژاگانی واقع شده‌است.
 گمینا نگگوسواویتسه ۱۳۶٫۱۱ کیلومتر مربع مساحت و ۴٬۶۹۵ نفر جمعیت دارد.